# Campionati del mondo di ciclocross 2011 - Gara maschile Junior
La Gara maschile Junior dei campionati del mondo di ciclocross 2011 è stata corsa il 29 gennaio a Sankt Wendel, in Germania. La corsa era riservata agli atleti nati negli anni 1993 e 1994. È stata vinta dal francese Clément Venturini, davanti ai connazionali Fabien Doubey e Loïc Doubey.
I ciclisti che presero il via furono 58, dei quali 42 completarono la gara.

## Squadre partecipanti
| N. ciclisti | Cod. | Squadra       |
| ----------- | ---- | ------------- |
| 2           | AUT  | Austria       |
| 5           | BEL  | Belgio        |
| 3           | CAN  | Canada        |
| 5           | CZE  | Rep. Ceca     |
| 1           | DEN  | Danimarca     |
| 3           | FRA  | Francia       |
| 5           | GER  | Germania      |
| 5           | GBR  | Gran Bretagna |
| 4           | ITA  | Italia        |
| 1           | JPN  | Giappone      |

| N. ciclisti | Cod. | Squadra     |
| ----------- | ---- | ----------- |
| 3           | LUX  | Lussemburgo |
| 4           | NLD  | Paesi Bassi |
| 4           | POL  | Polonia     |
| 1           | ROM  | Romania     |
| 2           | SVK  | Slovacchia  |
| 2           | ESP  | Spagna      |
| 1           | SWE  | Svezia      |
| 4           | SUI  | Svizzera    |
| 3           | USA  | Stati Uniti |

## Classifica (Top 10)
| Pos. | Corridore              | Squadra     | Tempo   |
| ---- | ---------------------- | ----------- | ------- |
| 1    | Clément Venturini      | Francia     | 44'31"  |
| 2    | Fabien Doubey          | Francia     | a 15"   |
| 3    | Loïc Doubey            | Francia     | s.t.    |
| 4    | Jakub Skala            | Rep. Ceca   | a 36"   |
| 5    | Laurens Sweeck         | Belgio      | a 37"   |
| 6    | Michael Vanthourenhout | Belgio      | a 45"   |
| 7    | Dominic Zumstein       | Svizzera    | a 51"   |
| 8    | Silvio Herklotz        | Germania    | a 1'09" |
| 9    | Vojtech Nipl           | Rep. Ceca   | a 1'18" |
| 10   | Stan Godrie            | Paesi Bassi | a 1'29" |